# Перемілово
Перемі́лово (рос. Перемилово) — присілок у складі Великоустюзького району Вологодської області, Росія. Входить до складу Мардензького сільського поселення.

## Населення
Населення — 22 особи (2010; 11 у 2002).
Національний склад (станом на 2002 рік):
- росіяни — 100 %